# Езен Пине
Езен Пине (фр. Eyzin-Pinet) је насељено место у Француској у региону Рона-Алпи, у департману Изер.
По подацима из 2011. године у општини је живело 2153 становника, а густина насељености је износила 75,7 становника/km².

## Демографија
| 1962. | 1968. | 1975. | 1982. | 1990. | 2011. |
| ----- | ----- | ----- | ----- | ----- | ----- |
| 957   | 973   | 1.055 | 1.258 | 1.502 | 2.153 |